# Свердловская детская железная дорога
Свердло́вская де́тская желе́зная доро́га (СвДЖД) — структурное подразделение Свердловской железной дороги, расположенное в Екатеринбурге на территории Центрального парка культуры и отдыха имени Маяковского. Открыта 9 июля 1960 года, с 1961 года носит имя Н. А. Островского.

## История
Открытие первой детской железной дороги 24 июля 1935 года в Тбилиси послужило примером к строительству подобных объектов для детей по всему СССР. В это же время и на Урале была предпринята попытка строительства детской железной дороги. В газете «Всходы коммуны» № 115 (1048) от 26 октября 1936 года публикуется статья «Скоро в Молотово начнет работать железная дорога». 15 апреля 1937 года та же газета опубликовала заметку с фотографией о сооружении данной дороги и поступлении на неё техники. На фотографии виден узкоколейный паровоз фирмы «Оренштайн и Коппель» и один самодельный узкоколейный пассажирский вагончик. Других сведений о работе дороги не сохранилось.
С конца 1950-х годов в Свердловске обсуждался вопрос о строительстве своей детской железной дороги. В 1958 году горисполком и горком комсомола Свердловска принял решение сделать пионерам города подарок — собственную ДЖД. В том же году началось её строительство в лесном массиве ЦПКиО имени Маяковского. При Совете ветеранов Свердловской железной дороги был создан специальный детский сектор, который отвечал за организацию обучения юных железнодорожников. Теоретические занятия проходили в Дорожном доме железнодорожников. Во время летних каникул ребята отправлялись на практику, которая проходила в двух местах: Южно-Уральской детской железной дороге и Алапаевской УЖД. В течение 1959—1960 годов было проведено много субботников и воскресников, в которых принимали участие учащиеся школ и комсомольцы промышленных и строительных организаций города.
4 июля 1960 года начальником Свердловской железной дороги Егоровым В. П. был подписан приказ № 102/Н об открытии и обслуживании Малой Свердловской железной дороги (МСЖД). Первым начальником детской дороги был назначен Заплатин П. И.
9 июля 1960 года состоялось торжественное открытие Малой Свердловской железной дороги, которая с 1961 года носит имя Николая Алексеевича Островского. В память об открытии Малой железной дороги на здании вокзала станции Центральная размещена мраморная доска.
Из воспоминаний об открытии МСЖД:

Дня открытия детской железной дороги ждали с нетерпением и школьники, и взрослые. У перрона вокзала станции Центральная — состав цельнометаллических вагонов, на каждом поблескивает на солнце герб Советского Союза, а под ним буквы «CBРД». В вестибюле вокзала и на перроне ходят в форменном обмундировании юные железнодорожники — не по годам серьёзные и озабоченные в этот час. Можно понять их волнение: ведь им предстоит стать хозяевами настоящей, хотя и малой железной дороги…
…12 часов. Начинается митинг. Секретарь Свердловского городского комитета КПСС поздравляет юных граждан города с открытием детской дороги.
— Берегите, дети, свою дорогу,- взволнованно говорит ветеран транспорта Петр Амплентьевич Перепелкин.
Председатель совета юных железнодорожников Света Панекина торжественно произносит:
— Мы обещаем хорошо работать! Благодарим Коммунистическую партию и Советское правительство за заботу о детях.
Аплодисменты тонут в резком шуме взлетающих в небо ракет, участники митинга спешат на посадку. Света Панекина разрезает красную ленточку перед поездом. Загорается зелёный огонь светофора — путь свободен. Виктор Дубровский включает реверс тепловоза ТУ-2 № 092.

С 1961 года на дороге начал работу кружок железнодорожного моделизма.
Начиная с 1962 года Свердловская ДЖД являлась постоянным участником выставок технического творчества ВДНХ СССР, МПС, ОАО «РЖД», где демонстрируются экспонаты, сделанные руками юных железнодорожников. Многие были отмечены дипломами и медалями.
| Свердловская детская железная дорога | До реконструкции | После реконструкции |
| Протяжённость, км                    | 2,5              | 3,11                |
| Площадь вокзала, м²                  | 165              | 3334                |
| Площадь депо, м²                     | 264              | 2421                |

В 2009—2010 годах на детской железной дороге проведён капитальный ремонт верхнего строения пути, отремонтированы все станционные здания и посадочные платформы.
К 2000-м годам первоначальные объекты дороги морально устарели, в связи с этим была проведена полная реконструкция детской железной дороги. На новом месте построен современный комплекс детской железной дороги, который включает в себя здание вокзала, здание депо, путевое развитие с устройствами централизации и связи. В 2014—2016 годах реализована основная часть проекта реконструкции СвДЖД. Проект реконструкции был увязан с генеральной схемой развития города, одобрен губернатором Свердловской области Е. В. Куйвашевым.
В 2009—2010 годах была проведена замена рельсовой решётки и земляного полотна. В 2014 году началось строительство нового вокзала, который располагается ближе к входу в парк, южнее существующего. Новый вокзал был открыт для пассажиров 13 сентября 2016 года. В этот же день состоялось торжественное открытие СвДЖД после реконструкции. В церемонии открытия приняли участие представители органов власти и подразделений РЖД.
5 ноября 2016 года в здании вокзала Свердловской детской железной дороги состоялся I общероссийский форум «Сохранение исторического наследия узкоколейных железных дорог», организатором и принимающей стороной которого выступила Свердловская железная дорога. Участие в форуме приняли представители сообществ любителей узкоколейных магистралей, муниципальных и частных некоммерческих музеев, исследователи узкоколейных железных дорог.

## Остановочные пункты
- Екатеринбург-Детский (центральная железнодорожная станция, на ней расположен новый вокзал СвДЖД);
- Центральная (железнодорожная станция, где расположен Музей узкоколейной техники);
- Солнечная (остановочный пункт, до 1970 года назывался Водная);
- Пионерская (остановочный пункт, до 2010 года назывался Юбилейная, до 1970 года назывался Пост);
- Юбилейная (станция, до 2010 года называлась Пионерская).

Поезд останавливается на всех остановочных пунктах, билеты приобретаются на станции Екатеринбург-Детский, в пути следования на остановках предусмотрена посадка и высадка пассажиров, проезжающих с начальной станции. Остальные станции расположены в малопосещаемой лесной части парка.

## Подвижной состав

### Локомотивы
Действующие
В настоящее время на Свердловской детской железной дороге постоянно эксплуатируются два тепловоза: ТУ7А № 3355 (.п.) и ТУ10 № 013 (.п.) Камбарского машиностроительного завода. Действующий тепловоз ТУ-2 № 236 (.п.) Калужского машиностроительного завода (используется редко, в праздничные или юбилейные дни).
Детской железной дорогой эксплуатируются и действующие экспонаты из коллекции Музея узкоколейных железных дорог: паровоз O&K фирмы «Оренштейн и Коппель» № 9, паровоз ВП4-1425 Воткинского завода, и автодрезина ПД-1 № 843 Демиховского машиностроительного завода. Паровозы обслуживает отдельная локомотивная бригада, на паровозах дети не работают. Паровозы задействованы, как правило, в праздничные и выходные дни.
Тепловоз ТУ2-236 прибыл на дорогу с Тула-Лихвинской УЖД (после её закрытия) в 2000 году. Последний ходовой ТУ2 на Свердловской ДЖД прошёл ремонт в депо Екатеринбург-Сортировочный. В настоящее время практически не эксплуатируется в регулярном движении.
Тепловоз ТУ7А-3355 появился в Екатеринбурге в 2010 году после реконструкции ДЖД. Он стилизован под «паровоз», подобно тому, как это было сделано ранее с тепловозами на Новосибирской и Кемеровской ДЖД, но в отличие от них труба у екатеринбургского тепловоза используется по прямому назначению, а не в качестве декорации. В 2013 году был перекрашен в яркие красно-жёлтые цвета (поступил на дорогу в зелёно-красно-жёлтом облике).
Последний и самый новый тепловоз ТУ10-013 поступил на дорогу в августе 2012 года, но начал эксплуатироваться только в следующем сезоне. Наряду с ТУ7А-3355 чаще всего используется в регулярном движении.
Паровоз O&K № 9 прибыл на Свердловскую ДЖД перед началом сезона 2014 года и 1 июня открыл движение. Он был произведён в Германии в 1931 году, обслуживал промышленную железную дорогу в регионе Мансфельд, где находится известный комбинат Вильгельма Пика.
Выведенные из эксплуатации
Таких локомотивов сейчас два, оба — тепловозы серии ТУ2 с номерами 092 и 141.
После начала реконструкции детской дороги осенью 2009 года ТУ2-092, как и ТУ2-236 был отправлен на капитальный ремонт, но, в отличие от своего собрата, на дорогу этот локомотив не вернулся. До 2016 года он находился на территории станции Екатеринбург-Сортировочный в ожидании капитального ремонта. В 2013-14 гг. вопрос о его капитальном ремонте вновь был поднят в Свердловской дирекции тяги, и в 2016 году удалось отправить тепловоз на капитальный ремонт в депо Калуга. Ремонтом занимается компания ООО «ЖД Ретро-Сервис». В 2017 году тепловоз поступил на дорогу как действующий локомотив. Отличительной чертой станет его первоначальный окрас, в котором он поступил на СвДЖД в 1960 году из Кустаная. Тепловоз был подготовлен для ДЖД ещё в 1959 году, и ждал завершения строительства дороги в Казахской ССР (по обнаруженной информации В. Шестаковым).
Тепловоз ТУ2-141 с 2009 года находился на путях станции Центральная без оборудования (дизель был снят). В 2014 году этот тепловоз был отремонтирован (прежде всего снаружи — был перекрашен в свои исторические зелёные цвета, двигатель и прочие внутренности восстановлены не были), и 29 августа 2014 установлен на учебном полигоне школы-интерната № 13 в Екатеринбурге. Тепловоз имеет богатую историю: до 1970 года он работал на Прибалтийской УЖД в Эстонии.
Музейные
Для Музея узкоколейной техники 1 июня 2015 года начальником Свердловской железной дороги, А. Ю. Мироновым, была подарена пассажирская дрезина ПД-1. Отреставрирована силами железной дороги. Ранее дрезина работала в Тверской области на торфопредприятии в городе Васильевский Мох.
На дорогу доставлен тепловоз серии ТУ3. Локомотив, прибывший из Чехии, был выгружен на станции Шарташ 8 июня 2015 года.
В конце 2014 года в прессе и на городских новостных сайтах появилась информация о том, что узкоколейный паровоз серии 157С (К-157-63, 1936 года постройки), установленный несколько десятилетий назад в качестве памятника в екатеринбургском парке им. Энгельса и доведённый там до плачевного состояния, будет восстановлен и отправлен на детскую железную дорогу в качестве действующего музейного экспоната. От имени СвЖД в администрацию города Екатеринбурга было направлено письмо с просьбой передать паровоз на выставочную площадку музея. Городские власти одобрила его передачу, и, в свою очередь, предложили СвЖД установить на его месте другую модель паровоза для сохранения традиционной символики парка. В ночь с 24 на 25 декабря 2014 паровоз был вывезен из парка и заменён на другой. В настоящее время паровоз проходит капитально-восстановительный ремонт.

### Вагоны
Действующие
В регулярном пассажирском движении по состоянию на июнь 2015 года используются шесть вагонов производства Камбарского машиностроительного завода модели ВП750. Вагоны поступали на дорогу двумя партиями. Первые три вагона прибыли в 2010 году перед завершением реконструкции. Выкрашены в красно-жёлтые цвета, выполнены в базовой комплектации. Вторая партия, также состоящая из трёх вагонов была получена в середине 2013 года. Эти вагоны имеют несколько изменённый вид (прежде всего касается окон), оборудованы багажными полками и столиками. Вагоны не были перекрашены и остались в заводских серо-красно-синих цветах. В составах используется от трёх (обычно по будням) до шести (в выходные) вагонов.
Выведенные из эксплуатации
Из эксплуатации на Свердловской ДЖД выведены пассажирские вагоны жёсткого типа Pafawag польского производства. Изначально их было восемь, но два из них были списаны в 1990-х, а один переделан в платформу, которая оставалась и использовалась на ДЖД до 2014 года (списана). Сейчас на дороге продолжают оставаться пять вагонов Pafawag. Теоретически, они могут быть использованы в регулярном движении, но на практике либо не используются вообще, либо используются крайне редко. Два вагона Pafawag и вышеупомянутый паровоз открывали движение по дороге в 2014 году. До того, как на дорогу поступила вторая партия вагонов ВП750, один или два вагона Pafawag могли дополнительно включаться в состав.
Музейные

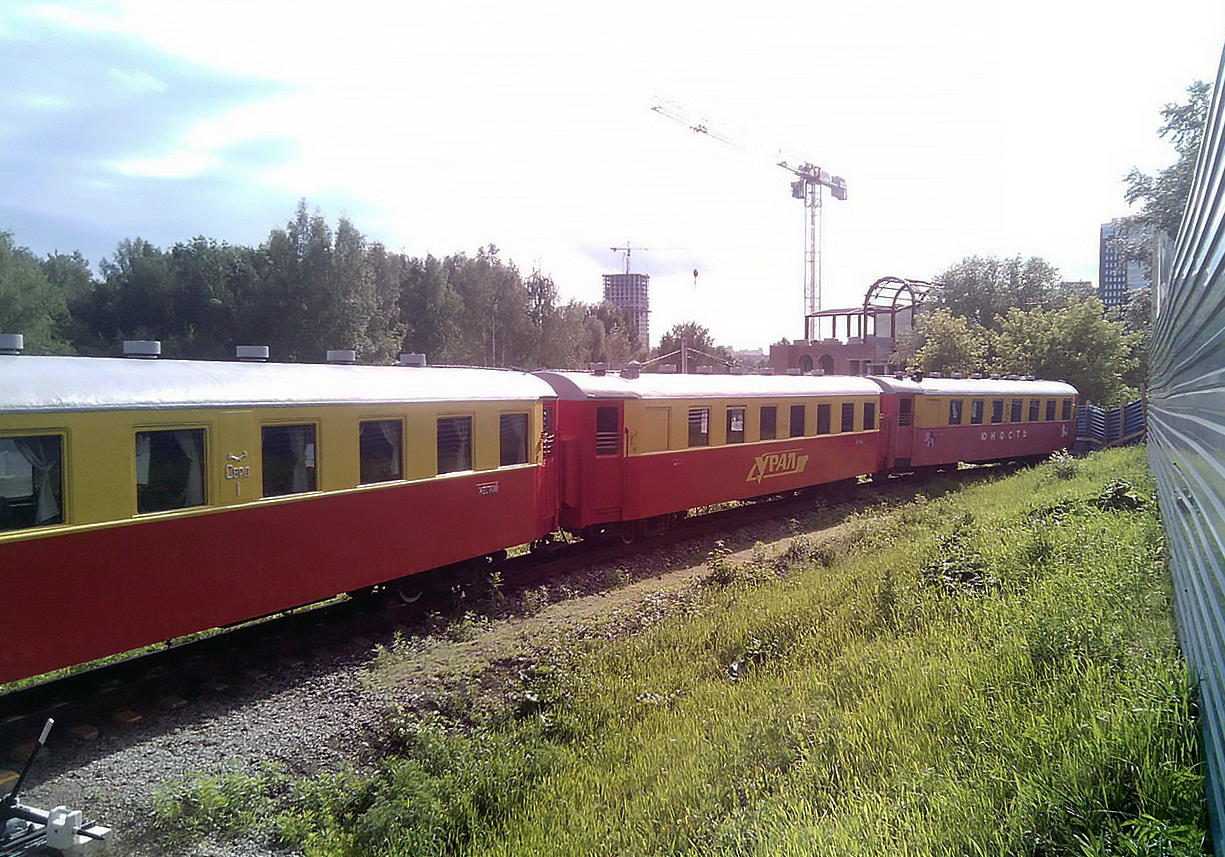
Вагоны Pafawag в тупике на станции Центральная, крайний справа вагон прибыл из Челябинска для музея; лето 2015 года

Первым вагоном, предназначенным для Музея узкоколейной техники, стала цистерна, которая прибыла на дорогу в конце июля 2014 года. У цистерны отсутствуют тормоза, поэтому она используется исключительно как музейный экспонат. Временно отложена её реставрация, так как требуются серьёзные работы по обустройству сцепным прибором и автотормозами.
Также в конце лета 2014 года начали прибывать вагоны с Челябинской, Тюменской и Новомосковской детских железных дорог. Из Тюмени прибыли два вагона ПВ-40 и один ПВ-51, из Челябинска — три вагона Pafawag, с Новомосковской — четыре вагона ПВ-51 (пятый был отправлен на Тюменскую ДЖД). Один тюменский вагон ПВ-40 находятся на отдельном пути в ожидании реставрации, второй ПВ-40 в ожидании реставрации под вагон-кинотеатр, третий тюменский вагон ПВ-51 — отреставрирован и находится с тепловозом ТУ2-141 на учебном полигоне Школы-интерната № 13. Челябинские вагоны Pafawag были разделены: один вагон (№ 12) был отправлен на ДЖД, два остальных (№ 13 и № 39) были заварены и отставлены в запасник Музея УЖД. Вагоны ПВ-51 из Новомосковска были разделены: один вагон был отправлен на Тюменскую ДЖД, два вагона — на Свердловскую ДЖД, и два вагона были отвезены в запасник музея как доноры запасных частей или для обмена на другой подвижной состав. Какого-либо ремонта все эти вагоны пока не проходили.

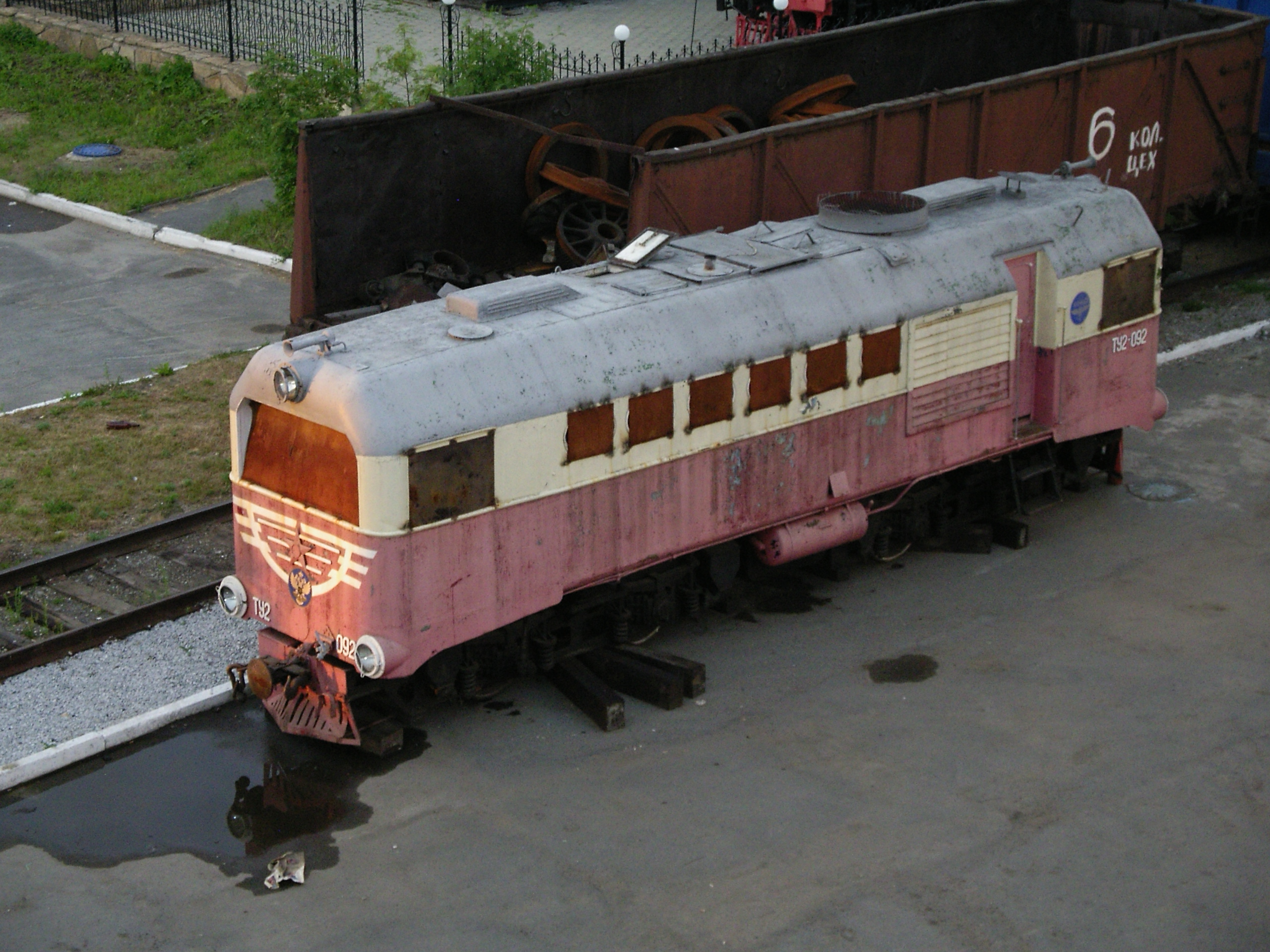
ТУ2-092 около ж/д музея на станции Екатеринбург-Сортировочный. Лето 2010 г.

## Оснащение дороги

### Станционные постройки
Станция Екатеринбург-Детский

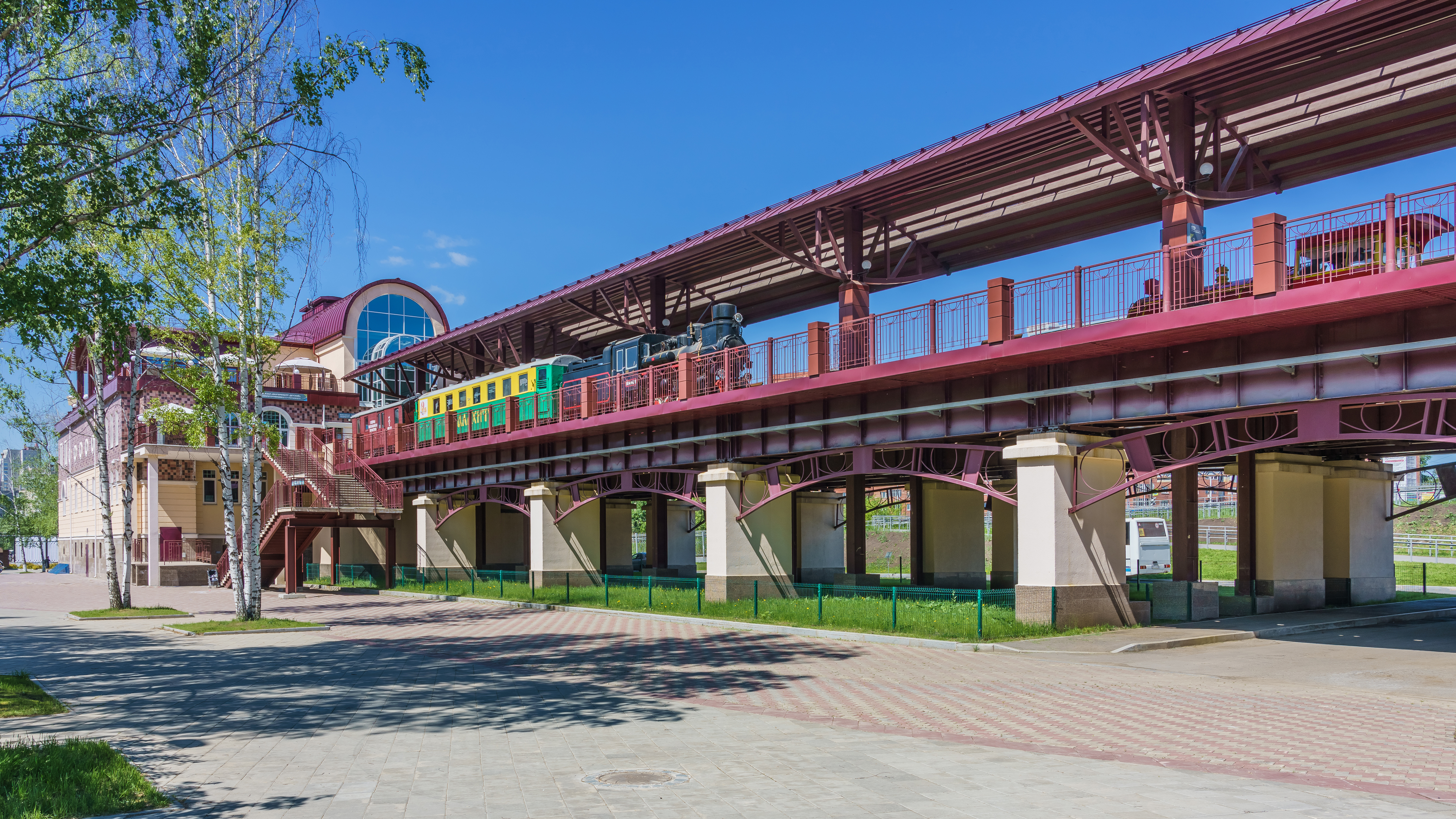
Вокзал Екатеринбург-Детский

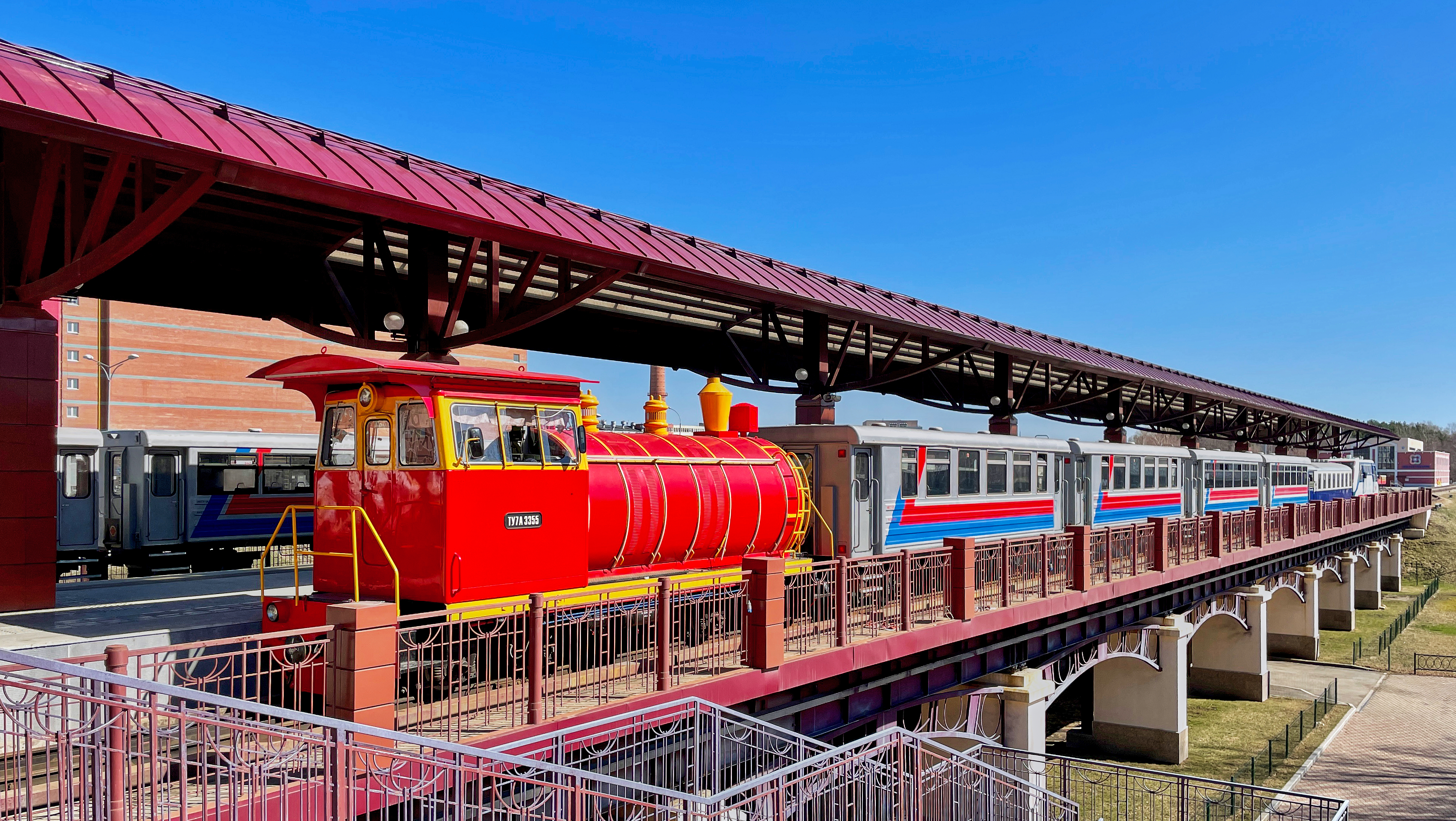
Вокзал станции «Центральная»

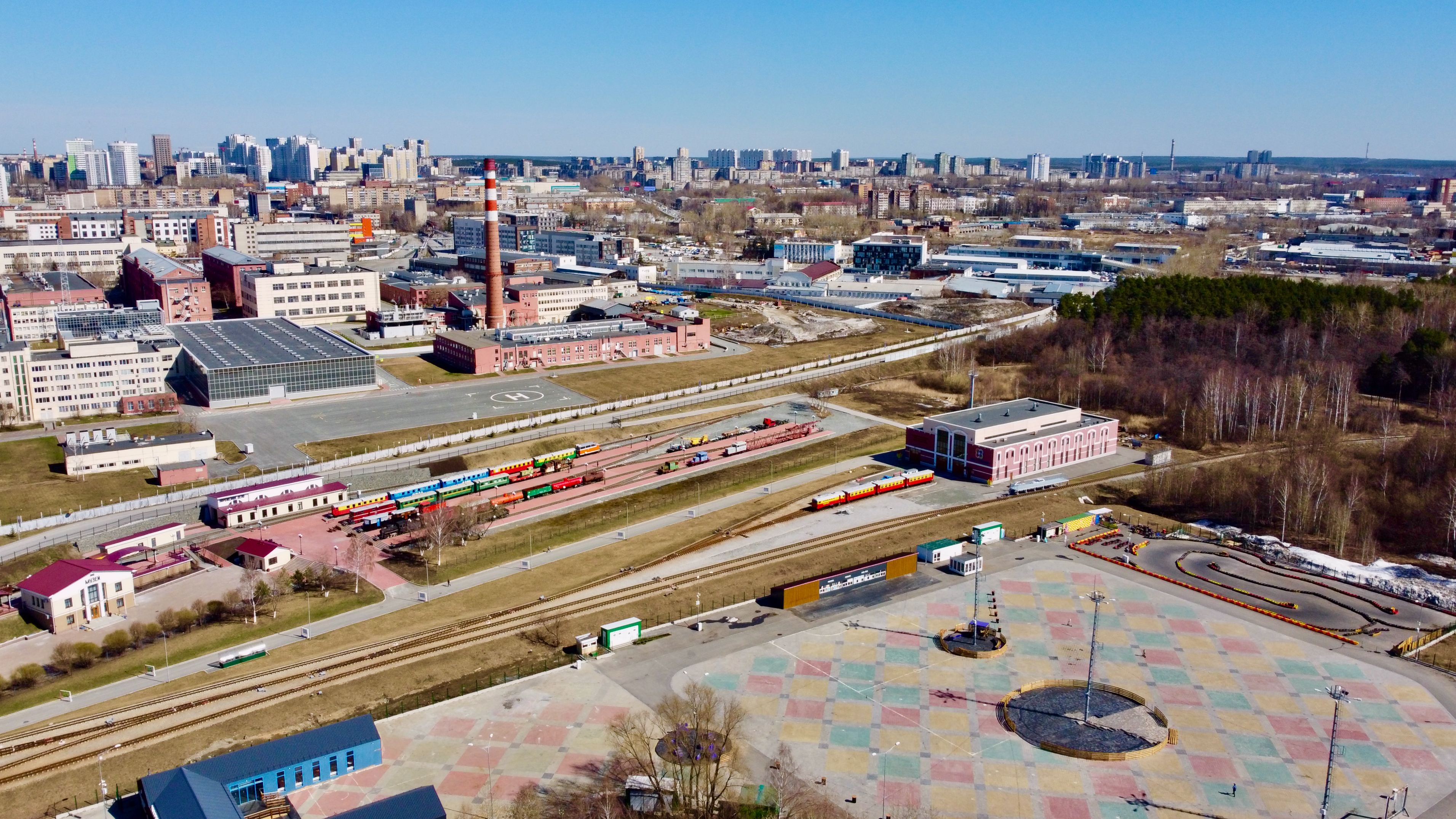
Депо и пути дороги

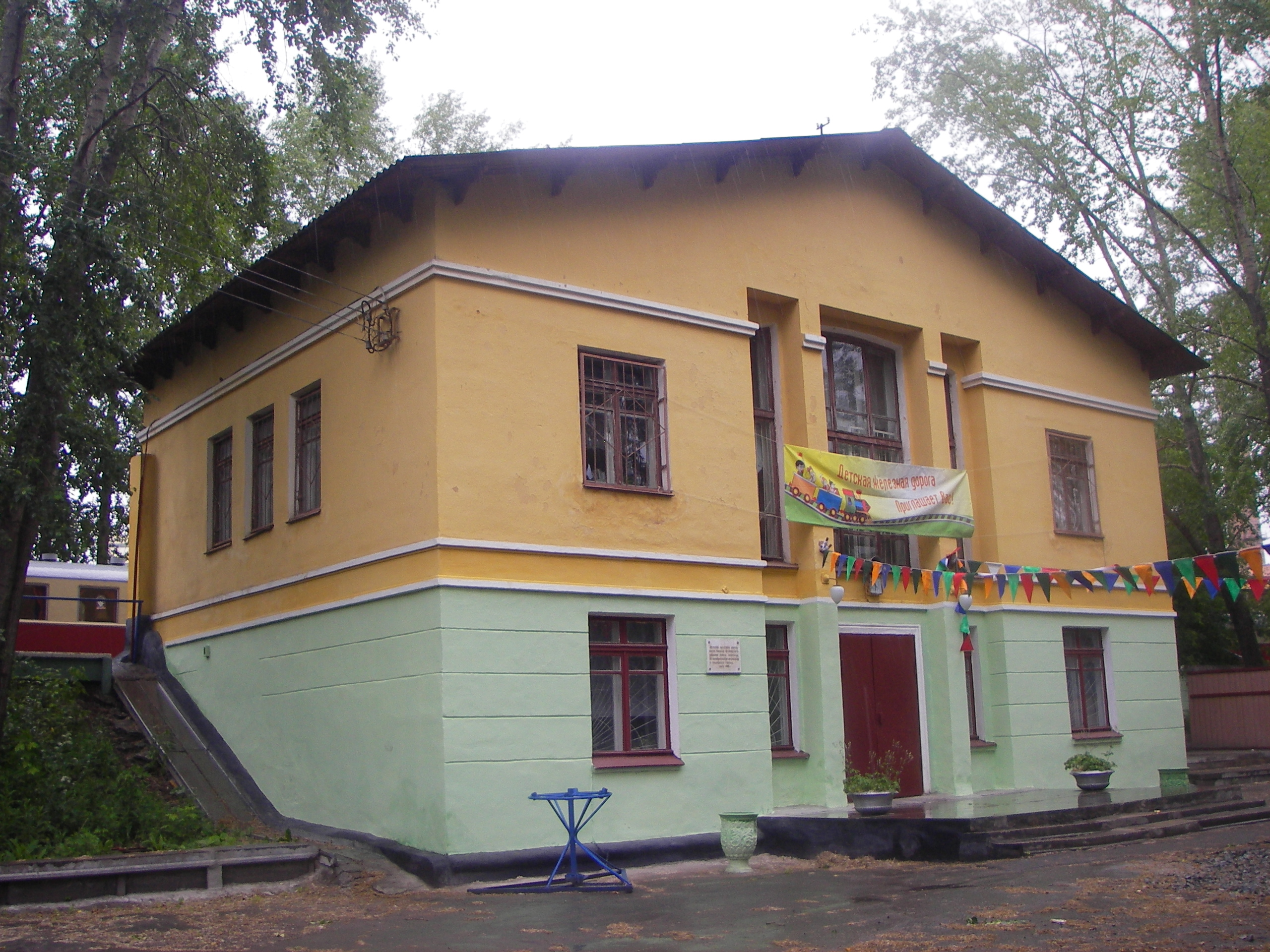
Вокзал до реконструкции 2010 года

- Здание вокзала. Здание вокзала построено из бетона. Оно имеет четыре этажа: на первом этаже находится гардероб, спортивный зал, администрация, в которой, проводятся планёрные смены. На втором этаже находятся тренажёры, кабинеты для обучения и кружок моделирования. Третий этаж был выделен для касс, залов ожидания, а также кабинета ДСП (Екатеринбург-Детского и Юбилейной), Поездного диспетчера, Диктора станции, Оператора при ДСП, также имеются полки с книгами для чтения во время ожидания объявлений о начале посадки. На четвёртом этаже находится выставочный зал, актовый зал и смотровая площадка с служебными помещениями.
- Депо. Депо СвДЖД построено из стали и бетона. Оно имеет три парковых пути (и ещё один, вне депо, для маневровых работ), заправочный кран для обслуживания паровозов. Внутри расположена зона обслуживания подвижного состава, кабинеты сотрудников депо и СЦБ, а также помещения для обучения персонала и железнодорожников.

Станция Центральная
- Здание вокзала. Здание вокзала СвДЖД построено из бетона. Оно имеет два этажа: на втором этаже располагаются служебные помещения, а на первом находится зал ожидания для пассажиров, рабочие комнаты — диспетчерская, комната ДСП, а также кабинеты начальника и заместителя начальника дороги. Также на вокзале (на втором этаже, со стороны перрона) находится билетная касса. Ныне является законсервированной станцией, использующейся для перегона подвижного состава в музей СвДЖД, организованный на месте станции.
- Планёрная. Позади вокзала построена новая планёрная — место сбора юных железнодорожников до и после смены. Не была вовремя введена в эксплуатацию после реконструкции 2010 года (открылась ближе к середине лета), и местом проведения планёрок на время стали вагоны.
- Здание СЦБ и электроснабжения. Перед зданием вокзала, находилось здание СЦБ и электроснабжения, которое отвечало за электроснабжения объектов инфраструктуры СЦБ и сигнализации, а также как релейная СЦБ, где находилось основное оборудование СЦБ и связи СвДЖД.

Остановочный пункт Солнечная

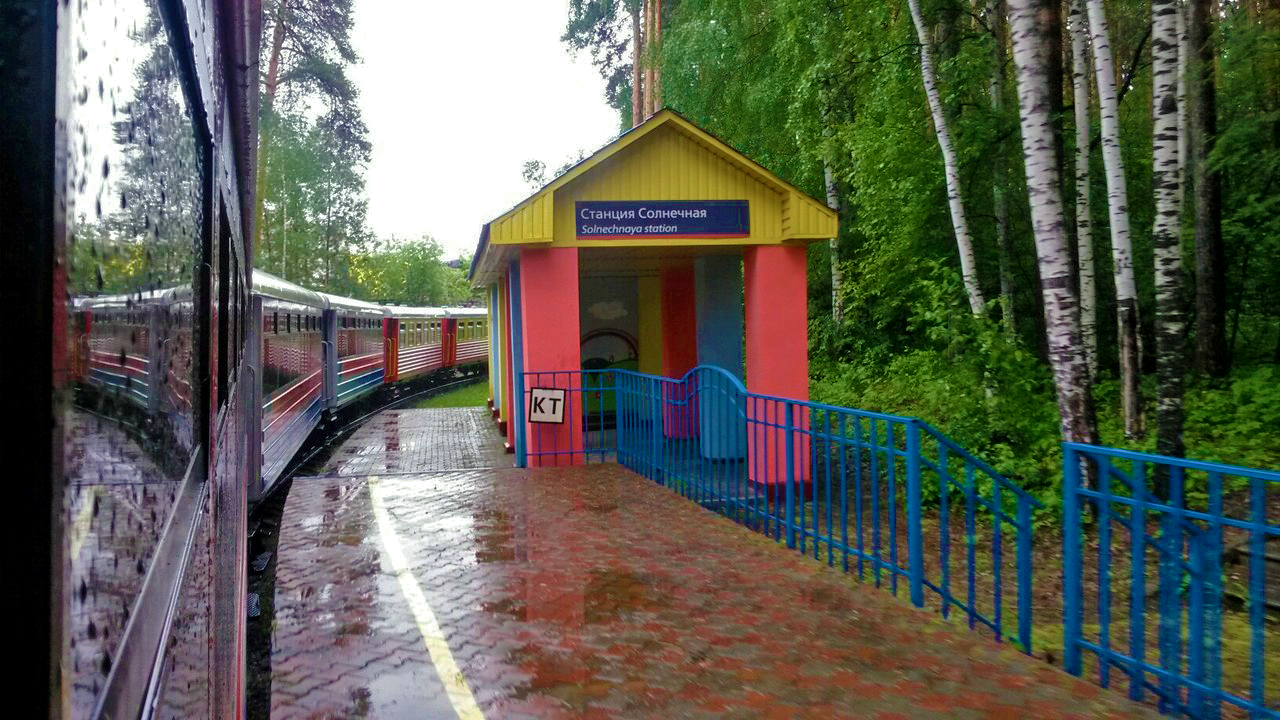
Остановочный пункт Солнечная из окна поезда, лето 2015 года

- Кирпичная постройка для ДСП. Эти кирпичные постройки, предназначенные для нахождения там дежурных по станциям, встречаются на остановочных пунктах Солнечная и Пионерская. Сейчас ДСП на Солнечной нет, а его функции исполняет ДСП Пионерская.

Остановочный пункт Пионерская
- Кирпичная постройка для ДСП и дежурного по железнодорожному переезду. Кирпичная постройка для ДСП и дежурного по переезду станции Пионерская. На данный момент должность ДСП Пионерской упразднена. Здание ныне используется для ДПП и управлением железнодорожным переездом, заградительными сигналами.

Станция Юбилейная
- Перрон. На станции Юбилейная нет построек, кроме перрона. Ранее в окрестностях этой станции была довольно оживлённая часть ЦПКиО, и на перроне станции находилась постройка для ДСП, в которой также располагалась билетная касса. Постройка была деревянной и после очередного пожара так и не была восстановлена.

### Пути
Путь уложен рельсами марки Р65 и стрелочные переводы марки Р50. Ширина колеи — 750 мм. На всех станциях, кроме Центральной и Екатеринбург-Детский по одному пути.
Центральная
- 1 путь (в документации пишется римской цифрой I, так как путь главный) — приёмо-отправочный;
- 2 путь (2-6 пути пишутся арабскими цифрами) — Маневровый;
- 3 путь — Маневровый;
- 4 путь — Служебный;
- 5 путь — Служебный;
- 6 путь— Тупиковый.

Екатеринбург-Детский
- 1 путь (в документации пишется римской цифрой I, так как путь главный) — Приёмно-отправочный;
- 2 путь (в документации пишется римской цифрой II, так как путь главный) — Приёмно-отправочный;
- 3 путь (3-6 пути пишутся арабскими цифрами) — Выставочный.
- 4 путь — Деповской;
- 5 путь — Деповской;
- 6 путь — Деповской.

### Стрелочные переводы и СЦБ
На СвДЖД используются 6 стрелочных переводов, марки R9:
- 5 ручных — № 1, № 3 и № 6 на станции Центральная; № 12, 13 в Депо.
- 8 централизованных — № 2,4 на станции Центральная ; № 1 на станции Юбилейная; № 7,8,9,10,11 на станции Екатеринбург-Детский

На СвДЖД используется система сигнализации, централизации и блокировки (на станции Центральная используется электрическая централизация), тип — автоматическая блокировка релейного типа.

## Обучение юных железнодорожников
На Свердловской детской железной дороге имени Николая Алексеевича Островского работает девять единых смен юных железнодорожников. Ребята осваивают профессии (всего их 22, исполняются 19), которые есть и на большой железной дороге.
Теоретический курс обучения длится с октября по конец апреля, практический — с конца мая по конец августа (иногда до 2 сентября). В мае и сентябре детскую дорогу обслуживают инструктора и приписные работники. Срок обучения на СвДЖД составляет 3 года. 4-й год обучения и старше — это работа начальником смены, который выбирается в каждой из девяти смен (обычно голосованием в конце летнего сезона) и членство в Совете смены, а иногда, в Совете дороги.
Также на МСЖД работает кружок «Железнодорожное моделирование и макетирование». В 1970-х годах юные железнодорожники и моделисты создали музейный уголок ДЖД.

## Награды
С 1962 года Главный комитет ВДНХ СССР неоднократно награждал Малую Свердловскую железную дорогу имени Н. А. Островского грамотами за участие в выставках. Более 100 юных железнодорожников были награждены медалями «Юный участник ВДНХ СССР».